# SpVgg Porst
Die SpVgg Porst war ein Sportverein im deutschen Reich mit Sitz in Porst. Welches heutzutage ein Ortsteil der Stadt Köthen im Landkreis Anhalt-Bitterfeld in Sachsen-Anhalt ist.

## Geschichte
Die Fußball-Mannschaft stieg zur Saison 1936/37 in die 1. Kreisklasse des Bezirks Magdeburg-Anhalt auf. Nach dem Ausbruch des Zweiten Weltkriegs wurde die 1. Kreisklasse aufgelöst und alle Mannschaft des Bezirks in die 2. Kreisklasse versetzt. Zur Saison 1944/45 der Gauliga Mitte wurde die Mannschaft in den Bezirk Köthen-Bernburg eingruppiert. Durch den fortschreitenden Zweiten Weltkrieg wurde die Spielzeit jedoch nicht zu Ende gespielt. Über ausgetragene Spiele oder Platzierungen der Mannschaft gibt es keine Aufzeichnungen. Bekannt ist, dass einige Spieler der Germania Cöthen, die Spielvereinigung ab Juli 1944 noch als Gastspieler unterstützen. Nach dem Ende des Krieges wurde der Verein dann auch aufgelöst.